# مروارید گرانبها (فیلم)
مروارید گرانبها (به هندی: Anmol Moti) و (به انگلیسی: Precious Pearl) فیلمی هندی محصول سال ۱۹۶۹ و به کارگردانی اس. دی نانگ است. در این فیلم بازیگرانی همچون جیتندرا، بابیتا، افتخار، آریونا ایرانی و شبنم ایفای نقش کرده‌اند.